# Jameson, Missouri
Jameson är en ort i Daviess County, Missouri, USA.